# 조지아어
조지아어(조지아어: ქართული ენა 카르툴리 에나)는 조지아인의 모어이자 조지아의 국가 공용어이다. 모어 인구는 약 380만 명이며 그 중 다수는 조지아 내에 거주한다. 고유의 조지아 문자로 표기하며, 서기 5세기 조지아가 기독교화되면서부터 문자 기록이 시작되었다.
스반어 등 인근의 소수 언어와 함께 작은 언어 계통인 카르트벨리어족을 이루는데, 그 밖에는 어떠한 언어와도 계통적 연관성이 없다. 음운론적으로 풍부한 자음 체계가 특징이며, 초성 자음 군집이 자주 나타난다. 모음 음소는 5개에 불과하나 실제 발음은 더 다양하게 실현된다. 명사의 격은 7개이고 문법적 성이나 관사는 없으나 복잡한 교착어적 파생 체계를 통해 어근으로부터 명사와 동사가 광범위하게 생성된다.

## 역사
1918년까지 러시아 제국 시대까지만 해도 조지아어는 아르메니아어나 아제르바이잔 터키어와 함께 억압받던 언어였다. 조지아 민주 공화국이라는 명명 하에 독립을 얻어서야 비로소 공용어가 되었고, 나중에 소비에트 연방의 그루지야 소비에트 사회주의 공화국에서도 준공용어(법적 공용어는 아님)로 취급받았다. 1991년 재독립 이후 다시 공용어가 되었다.

## 음운론
조지아어의 공식 전사에 쓰이는 표기가 IPA 기호와 다른 경우 괄호 안에 병기했다.

### 자음
|             |             | 순음      | 치음/ 치경음 | 후치경음    | 연구개음  | 구개수음   | 성문음 |
| ----------- | ----------- | --------- | ------------ | ----------- | --------- | ---------- | ------ |
| 비음        | 비음        | m მ       | n ნ          |             |           |            |        |
| 파열음      | 유기        | pʰ (p) ფ  | tʰ (t) თ     |             | kʰ (k) ქ  |            |        |
| 파열음      | 유성        | b ბ       | d დ          |             | ɡ გ       |            |        |
| 파열음      | 방출        | pʼ (p') პ | tʼ (t') ტ    |             | kʼ (k') კ | qʼ1 (q') ყ |        |
| 파찰음      | (유기)      |           | t͡sʰ (ts) ც   | t͡ʃʰ (ch) ჩ  |           |            |        |
| 파찰음      | 유성        |           | d͡z (dz) ძ    | d͡ʒ (j) ჯ    |           |            |        |
| 파찰음      | 방출        |           | t͡sʼ (ts') წ  | t͡ʃʼ (ch') ჭ |           |            |        |
| 마찰음      | 무성        |           | s ს          | ʃ (sh) შ    | x (kh) ხ  | x (kh) ხ   | h ჰ    |
| 마찰음      | 유성        | v ვ       | z ზ          | ʒ (zh) ჟ    | ɣ (gh) ღ  | ɣ (gh) ღ   |        |
| 탄음/전동음 | 탄음/전동음 |           | r რ          |             |           |            |        |
| 설측음      | 설측음      |           | l ლ          |             |           |            |        |

1. 구개수 방출 파열음은 구개수 방출 마찰음 [χʼ]으로 실현된다.

고대 조지아어의 /qʰ/ (ჴ)는 오늘날 /x/ (ხ)에 흡수되었다.

### 모음
|        | 전설      | 후설      |
| ------ | --------- | --------- |
| 고모음 | i ი       | u უ       |
| 중모음 | ɛ (e) ე   | ɔ (o) ო   |
| 저모음 | a~ɑ (a) ა | a~ɑ (a) ა |

### 음소배열론
조지아어는 복잡한 자음군으로 유명하다. 예컨대 გვფრცქვნი /gvprtskvni/ '네가 우리를 벗긴다'나 მწვრთნელი /mts'vrtneli/ '코치'와 같이 6~8개 자음이 연속할 수 있다.
비슷한 방식으로 발성되는 자음들, 즉 유성(무기)음, 무성(유기)음, 방출음끼리 연속하면 기류의 개방이 한 번만 일어나 단번에 발음되는 '조화 자음군'이 된다. 예컨대 ბგერა /bgera/ '소리', ცხოვრება /tskhovreba/ '삶', წყალი /ts'q'ali/ '물'의 어두 자음군들이 조화 자음군이다.

## 방언
조지아는 국토가 작아도 방언이 많다.
이메레티 방언, 라짜•레찌후미 방언, 구리아 방언, 아짜라 방언, 사메그렐로 방언, 이메르헤비 방언 (터키), 카르틀리 방언, 까헤티 방언, 사인길로 방언 (아제르바이잔), 투셰티 방언, 헤브수레티 방언, 헤비 방언, 프샤비 방언, 페레이둔샤흐르 방언 (이란), 므티울레티 방언, 메스헤티 방언 등이 있으며, 다섯 개의 주요 방언군으로 나뉜다.

## 문법
조지아어는 주어-목적어-동사 어순의 교착어이다. 명사는 7가지 격과 단복수 구분이 있으며, 형용사는 명사 앞에 온다. 후치사를 사용하며, 관사나 성 구분은 없다. 동사에는 접사가 최대 8개까지 붙을 수 있고, 주어와 목적어의 인칭 및 수에 일치한다. 기본적으로 주격-대격 체계를 따르지만, 단순과거 시제와 기원법에서는 타동사가 능격-절대격 체계를 취하고, 자동사의 유일 논항은 동사에 따라 주격(절대격) 또는 능격으로 표시된다. 따라서 조지아어의 형태통사적 정렬 유형은 분열 능격과 분열 자동사의 혼합 체계라 할 수 있다.

### 명사
조지아어 명사는 주격, 능격(서사격), 여격, 속격, 도구격, 부사격, 호격의 7가지 격 형태가 있다. 각 격은 단어 끝에 붙는 접미사로 표시되며, 어간이 무엇으로 끝나는지, 즉 주격형의 어말 모음이 무엇인지에 따라 세 가지 패턴으로 나뉜다. -i로 끝나는 명사는 대부분 그 앞의 자음까지가 어간이고, -o나 -u로 끝나는 명사는 격변화 시 모음을 유지하지만, -a나 -e로 끝나는 명사는 속격과 도구격 접미사가 붙을 때 해당 모음이 탈락한다.
|        | 자음으로 끝나는 어간 | 예: k'ats- '남자' |  | 탈락하는 모음으로 끝나는 어간 | 예: mama- '아버지' |  | 유지되는 모음으로 끝나는 어간 | 예: Sakartvelo- '조지아' |
| ------ | -------------------- | ----------------- |  | ----------------------------- | ------------------ |  | ----------------------------- | ------------------------ |
| 주격   | -i                   | k'ats-i           |  | -Ø                            | mama               |  | -Ø                            | Sakartvelo               |
| 능격   | -ma                  | k'ats-ma          |  | -m                            | mama-m             |  | -m                            | Sakartvelo-m             |
| 여격   | -s                   | k'ats-s           |  | -s                            | mama-s             |  | -s                            | Sakartvelo-s             |
| 속격   | -is                  | k'ats-is          |  | -is                           | mam-is             |  | -s                            | Sakartvelo-s             |
| 도구격 | -it                  | k'ats-it          |  | -it                           | mam-it             |  | -ti                           | Sakartvelo-ti            |
| 부사격 | -ad                  | k'ats-ad          |  | -d                            | mama-d             |  | -d                            | Sakartvelo-d             |
| 호격   | -o                   | k'ats-o           |  | -Ø                            | mama               |  | -Ø                            | Sakartvelo               |

호격 접미사 -o는 모음 뒤에서 -v로 약화될 수 있다. 이외의 격에서는 어간 끝의 -o가 -v로 약화되거나 탈락할 수 있다.
조지아어 명사의 복수형은 어간과 격 접미사 사이에 복수 접미사 -eb-를 넣어 표시한다. 이때 -a로 끝나는 어간은 어말 모음 -a가 탈락한다. 이러한 탈락형을 포함해, 어간이 공명음(m, n, l, r)으로 끝나고 그 앞에 모음 a, e, o가 오는 대부분의 경우 격 접미사나 복수 접미사가 붙으면 어간의 해당 모음이 탈락한다. 이 중 or나 on으로 끝나는 단어 일부는 o가 v로 약화되는데, 이는 nigoz-i → nigvz-eb-i '호두'에도 적용된다. 일부 명사 어간은 복수형, 속격, 도구격, 부사격에서 어간의 마지막 음절이 불규칙하게 탈락한다.
인명의 경우 어간말 모음이 탈락하지 않으며, 일부 -i로 끝나는 인명은 해당 모음이 어간에 속한다. 또한 인명에는 호격 접미사 -o가 붙지 않는다. 성씨의 어간말 모음은 대체로 유지되나 -e는 속격과 도구격에서 탈락한다. 성씨에는 호격 접미사가 붙으며, shvili '자녀'나 dze '아들'로 끝나는 성씨는 해당 단어처럼 곡용한다.
수사와 함께 쓰일 경우 명사의 단수형을 사용해야 한다. 또한 인간이나 동물이 아닌 명사의 복수형은 동사에 3인칭 단수로 일치한다.

### 대명사
조지아어의 인칭대명사는 1, 2, 3인칭과 단복수를 구별한다. 3인칭 대명사는 지시대명사로, 화자에게 가까운 대상(근칭), 청자에게 가까운 대상(중칭), 멀리 있는 대상(원칭)을 구별한다. 지시적인 의미 없이 쓰이는 3인칭 대명사는 (주격을 제외하면) 원칭에서 어두의 i-를 뺀 형태이다. 지시사가 명사를 수식할 때는 단복수 구별 없이 어간만을 사용한다. 소유대명사는 속격 어간을 기반으로, 단독으로 올 때는 명사처럼 곡용하며, 명사를 수식할 때는 형용사처럼 곡용하나 여격과 부사격에서 -s가 붙는다.
|                   | 주격     | 능격   | 여격   | 속격     | 도구격  | 부사격  | 호격 |
| ----------------- | -------- | ------ | ------ | -------- | ------- | ------- | ---- |
| 1인칭 단수        | me       | me     | me     | chem(s)  | chemit  | chemad  | -    |
| 2인칭 단수        | shen     | shen   | shen   | shen(s)  | shenit  | shenad  | she  |
| 3인칭 (근칭) 단수 | es       | aman   | amas   | amis     | amit    | amad    | -    |
| 3인칭 (중칭) 단수 | eg       | magan  | magas  | magis    | magit   | magad   | -    |
| 3인칭 (원칭) 단수 | is / igi | (i)man | (i)mas | (i)mis   | (i)mit  | (i)mad  | -    |
| 1인칭 복수        | chven    | chven  | chven  | chven(s) | chvenit | chvenad | -    |
| 2인칭 복수        | tkven    | tkven  | tkven  | tkven(s) | tkvenit | tkvenad | tkve |
| 3인칭 (근칭) 복수 | eseni    | amat   | amat   | amat     | amat    | amat    | -    |
| 3인칭 (중칭) 복수 | egeni    | magat  | magat  | magat    | magat   | magat   | -    |
| 3인칭 (원칭) 복수 | isini    | (i)mat | (i)mat | (i)mat   | (i)mat  | (i)mat  | -    |

의문대명사 vin '누구'와 ra '무엇'은 아래 표와 같이 곡용한다. 부정대명사 aravin, veravin, nu(ra)vin '아무도 아니다'는 vin처럼, araperi, veraperi, nuraperi '아무것도 아니다'는 명사처럼 곡용한다.
|                   | 주격  | 능격   | 여격  | 속격   | 도구격 | 부사격 |
| ----------------- | ----- | ------ | ----- | ------ | ------ | ------ |
| '누구'            | vin   | vin    | vis   | vis    | visit  | visad  |
| '무엇'            | ra    | ram    | ras   | ris    | rit    | rad    |
| '무엇무엇' (복수) | raebi | raebma | raebs | raebis | raebit | raebad |

### 격 체계
핵심 격인 주격, 능격, 여격의 기능은 동사의 유형에 따라 달라진다. 능격은 주로 서사에서 사용되는 단순과거 계열에서만 나타나므로 서사격(narrative case)이라고도 부른다. 많은 경우 주어는 주격, 목적어는 여격(대격)으로 표시된다. 그러나 대부분의 타동사는 단순과거 계열에서 주어를 능격, 목적어를 주격(절대격)으로 표시한다. 또한 일부 동사는 여격 주어와 주격 목적어를 취한다. 자세한 내용은 아래의 동사 유형 단락에서 다룬다.
속격('-의'), 도구격('-로(써)'), 부사격('-로서/처럼'), 호격('-아/여')은 비핵심 격이다. 여격, 속격, 도구격, 부사격은 각각 특정한 후치사들의 목적어에도 쓰인다.

### 후치사
조지아어 후치사는 독일어나 라틴어처럼 명사의 특정한 격을 요구한다. 대부분의 후치사는 명사 끝에 접어화되어 붙으며, 일부는 격 접미사의 끝 자음을 탈락시킨다.
| 후치사      | 의미           | 격     |
| ----------- | -------------- | ------ |
| -vit **     | -처럼          | 주격   |
| -ze         | 위에           | 여격   |
| -tan        | -에, 가까이    | 여격   |
| -tan ertad  | -와 함께       | 여격   |
| -shi *      | 안에, -로      | 여격   |
| shoris      | 중에           | 여격   |
| shua        | 사이에         | 여격   |
| -dan *      | -에서(부터)    | 도구격 |
| -gan        | -에게서        | 속격   |
| gamo        | 때문에         | 속격   |
| garda       | -을 제외하고   | 속격   |
| gareshe     | 없이           | 속격   |
| -tvis       | -을 위해       | 속격   |
| mier        | -에 의해       | 속격   |
| magivrad    | 대신에         | 속격   |
| miukhedavad | -에도 불구하고 | 속격   |
| shesakheb   | -에 대해, 관해 | 속격   |
| -ts'in      | 전에, 앞에     | 속격   |
| -mde *      | -까지          | 부사격 |

* 선행 명사 격표지의 어말 자음을 탈락시킴

** 격 접미사와 후치사 사이에 -a-가 들어가는 경우 여격도 취할 수 있음

### 수사
조지아어 수사는 기본적으로 10진법이지만, 두 자리 수에는 20진법을 사용한다. 기초 수사는 다음과 같다.
| 0         | 1         | 2       | 3         | 4          | 5          | 6           | 7            | 8       | 9           | 10      | 20       | 100     | 106             | 109               |
| --------- | --------- | ------- | --------- | ---------- | ---------- | ----------- | ------------ | ------- | ----------- | ------- | -------- | ------- | --------------- | ----------------- |
| ნული nuli | ერთი erti | ორი ori | სამი sami | ოთხი otkhi | ხუთი khuti | ექვსი ekvsi | შვიდი shvidi | რვა rva | ცხრა tskhra | ათი ati | ოცი otsi | ასი asi | მილიონი milioni | მილიარდი miliardi |

11에서 19까지의 수는 1에서 9까지의 수에 각각 t-(< ati)와 -met'i('더')를 붙여 만든다. 일부 경우에 t + s → ts, t + sh → ch, t + ts → ts t + rv → tvr 등의 축약, 탈락, 음위 전환이 일어난다.
| 11                   | 12                 | 13               | 14                    | 15                    | 16                     | 17                   | 18                  | 19                    |
| -------------------- | ------------------ | ---------------- | --------------------- | --------------------- | ---------------------- | -------------------- | ------------------- | --------------------- |
| თერთმეტი t-ert-met'i | თორმეტი t-or-met'i | ცამეტი tsam-et'i | თოთხმეტი t-otkh-met'i | თხუთმეტი t-khut-met'i | თექვსმეტი t-ekvs-met'i | ჩვიდმეტი chvid-met'i | თვრამეტი tvra-met'i | ცხრამეტი tskhra-met'i |

20에서 99까지의 수는 20의 배수 어간 + da '그리고' + 나머지 숫자 형식으로 구성된다. 20의 배수는 계수 어간 + -m- + otsi '20' 형식으로 구성된다.
| 20            | 21                            | 30                           | 38                                      | 40                        | 47                                         | 60                       | 80                           | 99                                                     |
| ------------- | ----------------------------- | ---------------------------- | --------------------------------------- | ------------------------- | ------------------------------------------ | ------------------------ | ---------------------------- | ------------------------------------------------------ |
| ოცი otsi (20) | ოცდაერთი ots-da-erti (20 + 1) | ოცდაათი ots-da-ati (20 + 10) | ოცდათვრამეტი ots-da-tvramet'i (20 + 18) | ორმოცი or-m-otsi (2 x 20) | ორმოცდაშვიდი ormots-da-shvidi (2 x 20 + 7) | სამოცი sam-otsi (3 x 20) | ოთხმოცი otkh-m-otsi (4 x 20) | ოთხმოცდაცხრამეტი otkhmots-da-tskhramet'i (4 x 20 + 19) |

1000까지의 100의 배수는 계수 어간 + asi '100' 형식으로 구성된다. 106까지의 1000의 배수는 계수가 되는 수사 뒤에 atasi '1000'이 온다. 뒤에 수사가 더 오면 -asi의 어말 모음 -i가 떨어진다.
| 100     | 200          | 300            | 400             | 500             | 600              | 700               | 800            | 900                | 1000         | 2000                | 10000               | 100000              | 2019                                   |
| ------- | ------------ | -------------- | --------------- | --------------- | ---------------- | ----------------- | -------------- | ------------------ | ------------ | ------------------- | ------------------- | ------------------- | -------------------------------------- |
| ასი asi | ორასი or-asi | სამასი sam-asi | ოთხასი otkh-asi | ხუთასი khut-asi | ექვსასი ekvs-asi | შვიდასი shvid-asi | რვაასი rva-asi | ცხრაასი tskhra-asi | ათასი at-asi | ორი ათასი ori atasi | ათი ათასი ati atasi | ასი ათასი asi atasi | ორი ათას ცხრამეტი ori atas tskhramet'i |

서수사는 기수사에 me-...-e라는 접환사를 붙여 만든다. 이때 원래 어말 모음은 탈락한다. -da-가 들어가거나 여러 단어로 이루어진 복합 수사는 맨 뒤의 1~19에 해당하는 부분을 서수사로 대체하면 된다. 1의 경우 불규칙형(p'irveli)을 사용하며, 규칙형(me-ert-e)은 다른 수사의 일부일 때만 나타난다.
| 숫자 | 기수        | 서수               |  | 숫자 | 기수               | 서수                       |
| ---- | ----------- | ------------------ |  | ---- | ------------------ | -------------------------- |
| 1    | ერთი erti   | პირველი p'irveli   |  | 10   | ათი ati            | მეათე me-at-e              |
| 2    | ორი ori     | მეორე me-or-e      |  | 11   | თერთმეტი tertmet'i | მეთერთმეტე me-tertmet'-e   |
| 3    | სამი sami   | მესამე me-sam-e    |  | 12   | თორმეტი tormet'i   | მეთორმეტე me-tormet'-e     |
| 4    | ოთხი otkhi  | მეოთხე me-otkh-e   |  | 13   | ცამეტი tsamet'i    | მეცამეტე me-tsamet'-e      |
| 5    | ხუთი khuti  | მეხუთე me-khut-e   |  | 20   | ოცი otsi           | მეოცე me-ots-e             |
| 6    | ექვსი ekvsi | მეექვსე me-ekvs-e  |  | 21   | ოცდაერთი otsdaerti | ოცდამეერთე * ots-da-meerte |
| 7    | შვიდი švidi | მეშვიდე me-shvid-e |  | 40   | ორმოცი ormotsi     | მეორმოცე me-ormots-e       |
| 8    | რვა rva     | მერვე me-rv-e      |  | 100  | ასი asi            | მეასე me-as-e              |
| 9    | ცხრა tskhra | მეცხრე me-tskhr-e  |  | 101  | ას ერთი as erti    | ას მეერთე * as meerte      |

(* ოცდაპირველი ots-da-p'irveli, ას პირველი as p'irveli와 같은 형태도 드물게 나타남)

### 동사 유형
조지아어 동사는 핵심 논항의 격 부여 방식과 활용 에턴에 따라 크게 네 가지 유형으로 나뉜다. 격 부여 방식에는 다음 단락에서 다룰 '계열'도 관여한다.

#### 타동사 (1 유형)
타동사는 기본적으로 주어와 직접목적어를 요구하는 동사이다. 여기에는 동사나 형용사에서 파생된 사동사('-하게 하다/만들다')가 포함된다.
- 1 계열에서는 주어를 주격, 목적어를 여격으로 표시한다. 주어는 v-형, 목적어는 m-형 표지를 사용해 일치한다. 어간 접미사가 있고, 미래 부계열에서 동사 전철이 붙는다.
- 2 계열에서는 주어를 능격, 직접목적어를 주격, (있다면) 간접목적어를 여격으로 표시한다. 주어는 v-형, 목적어는 m-형 표지를 사용해 일치한다. 동사 전철이 붙고 어간 접미사는 (대부분) 없다.
- 3 계열에서는 주어를 여격, 직접목적어를 주격으로 표시하고, 간접목적어는 보통 후치사 -tvis '-을 위해'를 붙인다. 주어는 m-형, 목적어는 v-형 표지를 사용해 일치한다. 동사 전철이 붙고, 어간 접미사가 -eb인 경우 어근의 모음 존재 여부에 따라 유무가 결정된다.

#### 자동사 (2 유형)
자동사는 항상 주격 주어를 요구하고 직접목적어를 취하지 않는 동사이다. 여기에는 1 유형 동사의 수동태 또는 대응되는 자동사가 포함된다.
- 모든 계열에서 주어를 주격, (있다면) 간접목적어를 여격으로 표시한다. 주어는 v-형, 간접목적어는 m-형 표지를 사용해 일치한다. 동사 전철과 어간 접미사의 유무는 3 계열을 제외하면 타동사와 같다.
- 거의 모든 자동사가 어간 접미사 -eb를 사용한다. 또한 어근에 바로 붙는 자동사 형성 접사 i-나 -d가 사용되기도 한다.

#### 중간동사 (3 유형)
중간동사는 자동사와 유사하지만, 타동사처럼 격을 부여하는 동사이다. 이동이나 기상 현상을 나타내는 대부분의 동사가 포함된다. 일부는 직접목적어를 취한다.

#### 간접동사 (4 유형)
간접동사 또는 역행동사는 주어를 여격으로, 목적어를 주격 또는 속격으로 표시하는 동사이다. 정서나 감각, 또는 상태의 지속을 나타내는 동사가 포함된다.
- 논리상의 주어는 m-형, 직접목적어는 v-형 표지를 사용해 일치한다.

#### 불규칙 동사
위 유형에 속하지 않고 불규칙하게 변화하는 동사도 많다. 대표적으로 aris '-이다, 있다'와 itsis '알다'가 있다.

### 시제, 상, 서법
조지아어 동사의 시·상·법 활용형(조지아어: მწკრივი mts'k'rivi, 영어: screeve)은 상에 따라 세 계열이 있으며, 1 계열은 다시 현재와 미래라는 두 가지 부계열로 나뉜다. 아래와 같이 총 11가지 시·상·법 범주가 있다.
| 계열                 | 직설법      | 과거     | 접속법      |
| -------------------- | ----------- | -------- | ----------- |
| 1a. 현재 (비완망상)  | 직설법 현재 | 반과거   | 접속법 현재 |
| 1b. 미래 (예정상)    | 직설법 미래 | 조건법   | 접속법 미래 |
| 2. 단순과거 (완망상) |             | 단순과거 | 기원법      |
| 3. 완료 (결과상)     | 현재완료    | 대과거   | 접속법 완료 |

직설법 현재는 발화 시점에 일어나고 있는 사건과 습관적으로 일어나는 사건을 표현한다.
반과거는 완결되지 않았거나 지속적인 과거 사건과 과거에 습관적으로 일어난 사건을 표현한다.
접속법 현재는 주로 관계절에서, 발화 시점에 일어날 법하지 않은 사건을 표현한다.
직설법 미래는 미래에 일어날 사건을 표현한다.
조건법은 주로 가정문의 귀결절에 사용된다.
접속법 미래는 주로 종속절에서, 일어날 법하지 않은 미래 사건을 표현한다.
단순과거는 과거에 일어난 사건을 표현하며, 명령문에도 사용된다.
기원법은 부정 명령문, 의무 표현, 가정문의 조건절, 청유문에 사용된다.
현재완료는 화자가 목격하지 못한, 과거에 명백히 일어난 사건을 표현한다.
대과거는 과거에 일어날 수도 있었을 사건을 표현한다.
접속법 완료는 주로 기원문에 사용된다.

## 같이 보기
- 조지아의 캘리그래피